# Schinus myrtifolia
Schinus myrtifolia är en sumakväxtart som först beskrevs av August Heinrich Rudolf Grisebach, och fick sitt nu gällande namn av Cabrera. Schinus myrtifolia ingår i släktet Schinus och familjen sumakväxter. Inga underarter finns listade i Catalogue of Life.